# Experience (album de Prodigy)
Pour les articles homonymes, voir Expérience (homonymie).
Albums de The Prodigy
Music for the Jilted Generation
Experience est le premier album du groupe The Prodigy.  

## Titres
| No  | Titre                                    | Durée |
| --- | ---------------------------------------- | ----- |
| 1.  | Jericho                                  | 3:43  |
| 2.  | Music Reach (1/2/3/4)                    | 4:12  |
| 3.  | Wind It Up                               | 4:32  |
| 4.  | Your Love (Remix)                        | 5:31  |
| 5.  | Hyperspeed (G-Force Part 2)              | 5:15  |
| 6.  | Charly (Trip Into Drum and Bass Version) | 5:12  |
| 7.  | Out of Space                             | 4:58  |
| 8.  | Everybody in the Place (155 and Rising)  | 4:58  |
| 9.  | Weather Experience                       | 8:04  |
| 10. | Fire (Sunrise Version)                   | 4:58  |
| 11. | Ruff in the Jungle Bizness               | 5:07  |
| 12. | Death of the Prodigy Dancers (live)      | 3:45  |